# 洛林的伊塔

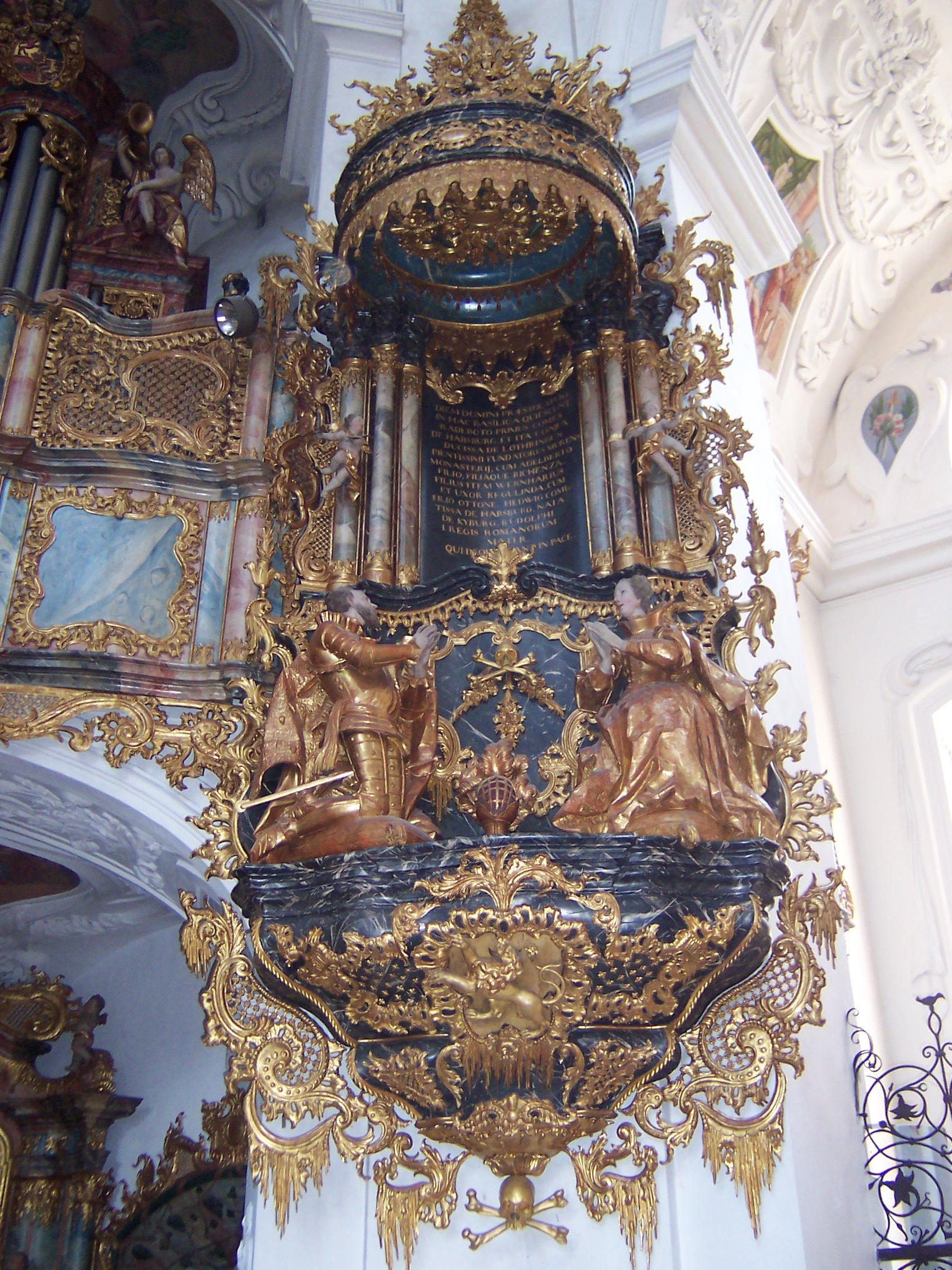
瑞士阿爾高州Muri修道院教堂的哈布斯堡紀念碑，獻給修道院創始人哈布斯堡的拉德波特伯爵和他的妻子洛林的伊塔。

克莱特高伯爵夫人伊塔·冯·洛林 (995年7月23日—1035年），也称伊达·冯·梅茨（Ida von Metz，她的名字也有Itha和法语形式Ide），是克莱特高伯爵拉德波特的妻子，哈布斯堡家族的祖先。